# Il trinciante
Il trinciante è un trattato sull'arte del Rinascimento di trinciare i piatti di ogni genere, scritto da Vincenzo Cervio e pubblicato presso gli Eredi di Francesco Tramezzino a Venezia nel 1581.

## Contesto
L'arte di trinciare viene esercitato principalmente nei banchetti, e fin dai tempi più remoti è stata uno strumento per poter manifestare la propria ricchezza e stato sociale del principe o del signore.
Oggi, il trinciante è spesso chiamato maître. Nella ristorazione moderna è un'eredità che continua a manifestarsi in alcuni ristoranti più raffinati nei quali sia presente il carrello dei bolliti; con la presentazione dei piatti "porzionati", tuttavia, questo saper fare è in grande parte in declino.

## Descrizione

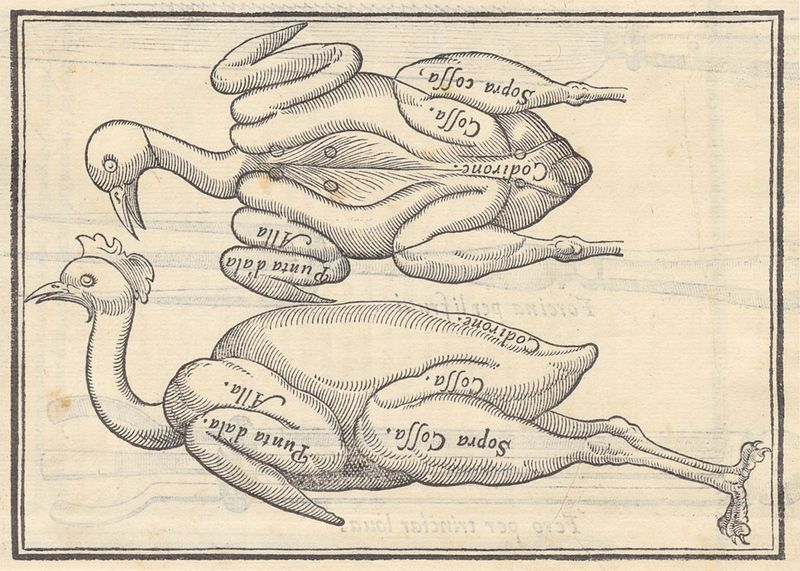
Tavola di volatili con indicazioni anatomiche

Nella sua opera, Vincenzo Cervio (che era stato al servizio del cardinal
Alessandro Farnese) descrive in modo didascalico come si deve tagliare la carne, in particolare gli uccelli (pavone, tacchino, fagiano), ma anche pesci, frutta, pasticci o un semplice uovo alla tavola del signore. Secondo l'autore, il trinciante ideale deve anche distinguersi per educazione e morale.
Le tre stampe cinquecentesche sono illustrate con immagini di forchettoni, coltelli e ferri vari nonché di volatili con indicazioni anatomiche.

### L'operazione
L'atto del trinciare deve avvenire "in aria" e si svolge secondo un rito gestuale quasi teatrale: la mano sinistra del trinciante inforca con la forcina la vivanda e la solleva in alto, mentre la destra inizia a tagliare secondo regole anatomiche ben precise. I pezzi tagliati sono lasciati cadere sul piatto (senza essere toccati), poi salati e presentati al signore ed ai suoi commensali.

## Edizioni
Una seconda edizione esce a Roma nel 1593 per i tipi di Giulio Burchioni, e nello stesso anno il libro viene ristampato a Venezia, presso gli Eredi di Giovanni Varisco. Viene in seguito ripubblicato nei primi anni del seicento ed aggiunto in appendice alle quattro edizioni veneziane dello Scappi.